# Leptodactylus pentadactylus
Leptodactylus pentadactylus) là một loài ếch trong họ Leptodactylidae. 
Nó được tìm thấy ở Bolivia, Brasil, Colombia, Costa Rica, Ecuador, French Guiana, Guyana, Honduras, Nicaragua, Panama, Peru, Suriname, and Venezuela.
Các môi trường sống tự nhiên của chúng là các khu rừng ẩm ướt đất thấp nhiệt đới hoặc cận nhiệt đới, subtropical or tropical swamps, các khu rừng vùng núi ẩm nhiệt đới hoặc cận nhiệt đới, sông, đầm lầy nước ngọt, các đầm lầy nước ngọt luân phiên và các hồ nuôi thủy sản.

## Phân bố
Ếch này phân bố trong vùng đất thấp (dưới 3.800 ft hoặc 1200 m) từ Bắc Honduras để các vùng đất thấp Thái Bình Dương của Ecuador và khắp Bắc Guianas và domain hai phần ba lưu vực sông Amazon ở Nam Mỹ.